# Af Jochnick

af Jochnick er en oprindeligt polsk slægt fra Danzig, som fik svensk adelskab 1822 og blev introduceret på Sveriges Riddarhus i 1827 med slægtsnummer 2301. Ifølge § 37 i 1809 års regeringsform har kun slægtens hovedmand adelig værdighed.

## Medlemmer af slægten
- Walter af Jochnick (1825–1899), svensk soldat og lærebogsforfatter
- Adolf af Jochnick (1870–1943), svensk embedsmand og virksomhedsleder
- Jonas af Jochnick (1937–), svensk selvstændig
- Robert af Jochnick (1940–), svensk selvstændig
- Cecilia af Jochnick (1952–) forfatter, forelæser, journalist
- Kerstin af Jochnick (1958–), svensk nationaløkonom og embedsmand